# Rosignano Marittimo
Rosignano Marittimo là một đô thị ở tỉnh Livorno ở vùng Toscana, có khoảng cách khoảng 80 km về phía tây nam của Firenze và khoảng 20 km về phía đông nam của Livorno. Tại thời điểm ngày 31 tháng 12 năm 2004, đô thị này có dân số 31.516 người và diện tích là 120,3 km².
Đô thị Rosignano Marittimo có các frazioni (các đơn vị cấp dưới, chủ yếu là các làng) Castiglioncello, Rosignano Solvay, Vada, Castelnuovo della Misericordia, Gabbro, và Nibbiaia.
Rosignano Marittimo giáp các đô thị: Castellina Marittima, Cecina, Collesalvetti, Livorno, Orciano Pisano, Santa Luce.

## Liên kết ngoài

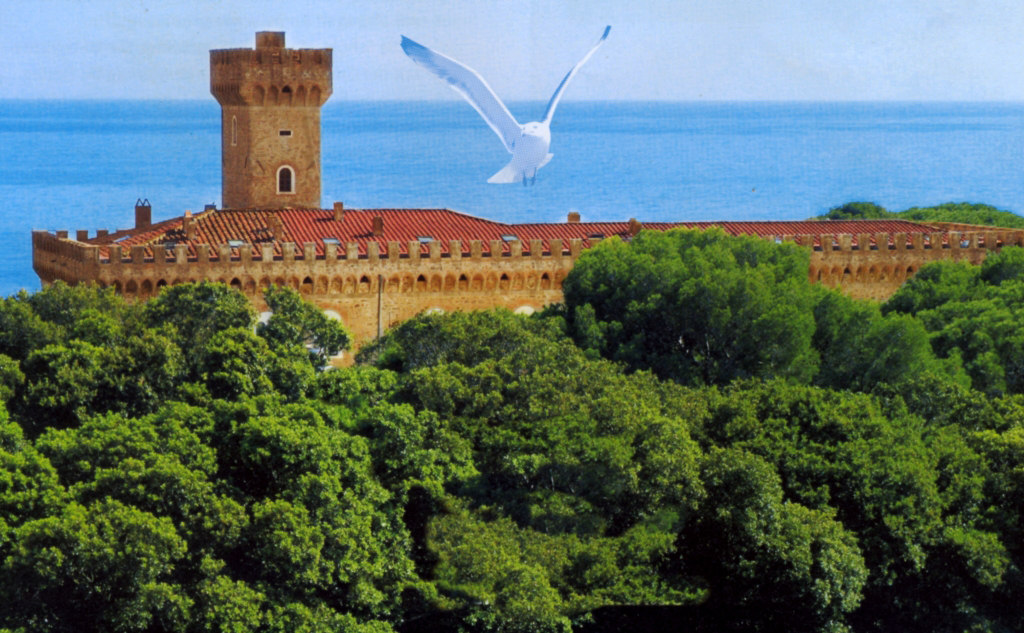
Castiglioncello is part of Rosignano.